# Droit de remontrance

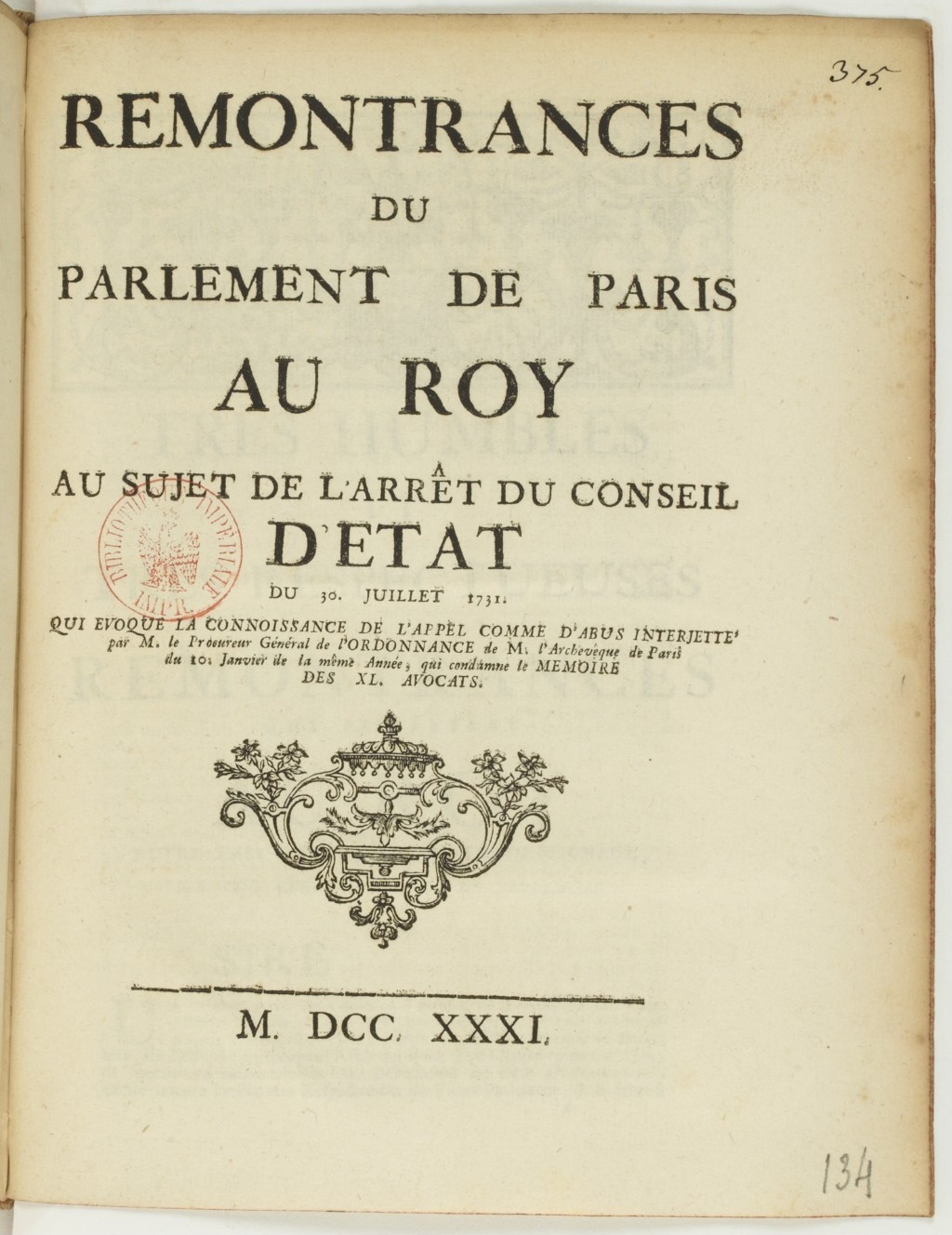
Remontrances du Parlement de Paris au roi, 1731.

Le droit de remontrance, durant l'Ancien Régime, est le droit des Parlements ou de tous les officiers royaux de contester les lois et les lettres patentes émises par le roi avant leur enregistrement s'ils estiment qu'elles sont contraires aux intérêts du peuple ou aux lois fondamentales du royaume. Un texte jugé irrecevable par la cour des magistrats était renvoyé au roi, accompagné de considérations motivant les réticences et priant le roi de procéder à un nouvel examen de son texte. Les premières remontrances apparaissent au XVe siècle, dans un simple devoir de conseil. Puis, peu à peu, elles s'installent comme contrôle politique du pouvoir royal. Les rois de France du XVIIe au XVIIIe siècle s'efforcent, tour à tour, de limiter ou de supprimer ce droit afin d'asseoir leur autorité.

## La procédure des remontrances
Les textes royaux (ordonnance, édit, déclaration) que le Parlement devait enregistrer étaient solennellement introduits par le procureur général lors de l'assemblée des chambres qui était présidée par le premier président ou par le président à mortier le plus âgé. Le procureur général déposait ses conclusions écrites sur le texte puis celui-ci était examiné par des rapporteurs qui présentaient ensuite leur opinion. C'est à partir de ces analyses que le parlement décidait d'émettre ou non des remontrances.
Si le Parlement décidait d'arrêter des remontrances, des commissaires étaient choisis pour les préparer ; l'identité de ces commissaires variait selon les Parlements, il s'agissait à Paris des neuf présidents à mortier ainsi que du premier président auxquels s'ajoutaient 14 autres membres issus de la Grand'Chambre, tandis qu'à Rouen il s'agissait du premier président et de quatre conseillers de la Grand'Chambre.
Ces commissaires se réunissaient par la suite pour élaborer l'objet ainsi que le texte des remontrances et pour les rédiger. Les chambres devaient ensuite l'approuver avant qu'il ne soit expédié au roi mais également au chancelier ou au garde des sceaux, au contrôleur général des finances et au secrétaire d'État responsable de la province.
Pour imposer sa volonté au parlement, le roi peut en premier lieu émettre une lettre de jussion qui ordonne expressément au parlement d'enregistrer. Si l'assemblée s'obstine encore par des « remontrances itératives », le roi peut forcer l'enregistrement par la tenue d'un lit de justice. Le souverain vient alors en personne au milieu des magistrats réunis à la Grand'Chambre du parlement et ordonne la transcription pure et simple de l'édit en litige.

## L'évolution du droit de remontrance

### Sous Louis XIII
Durant le règne de Louis XIII, la tension va croissant entre la royauté et les parlements. Ceux-ci acceptent mal la multiplication des évocations des affaires par le Conseil du roi et voient d'un très mauvais œil l'envoi dans les provinces d'intendants dont l'action amoindrit leur rôle et menace leur prestige. Les remontrances, refus d'enregistrement et d'application des textes, même imposés par lit de justice, se multiplient.
Louis XIII finit par réagir, lassé par l'opposition parlementaire et la dénaturation du système de l'enregistrement et des remontrances. Par un édit de 1641, enregistré d'autorité, il rappelle aux parlements leur nature de simples cours de justice et ordonne que les lettres patentes concernant le gouvernement et l'administration de l'État soient enregistrées de manière immédiate et automatique, sans pouvoir faire l'objet de la moindre remontrance.
Cependant, à la mort de Louis XIII en 1643, la régente Anne d'Autriche demande au parlement de Paris de casser certaines dispositions du testament de son mari, qui restreignent ses pouvoirs. Il s'y prête volontiers, mais en profite pour regagner son plein droit de remontrances.

### Sous Louis XIV
Très marqué par La Fronde qu'avait déclenchée la révolte des parlements, Louis XIV veut mettre ceux-ci hors d'état de nuire. Dès 1665 il leur retire le titre de cours souveraines et ne leur reconnait que celui de cours supérieures. Puis en 1667 il n'autorise de remontrances que dans un délai très bref, et qu'une seule fois. Finalement, par sa déclaration royale du 24 février 1673 il retire aux Parlements le droit d'émettre des remontrances avant l'enregistrement d'un texte, il leur impose donc un enregistrement immédiat et automatique et n'autorise de « respectueuses remontrances » qu'après, leur enlevant ainsi toute efficacité. Colbert déclarera de ce fait en 1679 que « les bruits de Parlement ne sont plus de saison ».
Néanmoins, malgré ces prérogatives royales, les parlements continuèrent à émettre des remontrances. Ainsi, de 1673 à 1715, pas moins de 39 remontrances sont adressées au Roi par le seul parlement de Navarre.

### Sous Louis XV

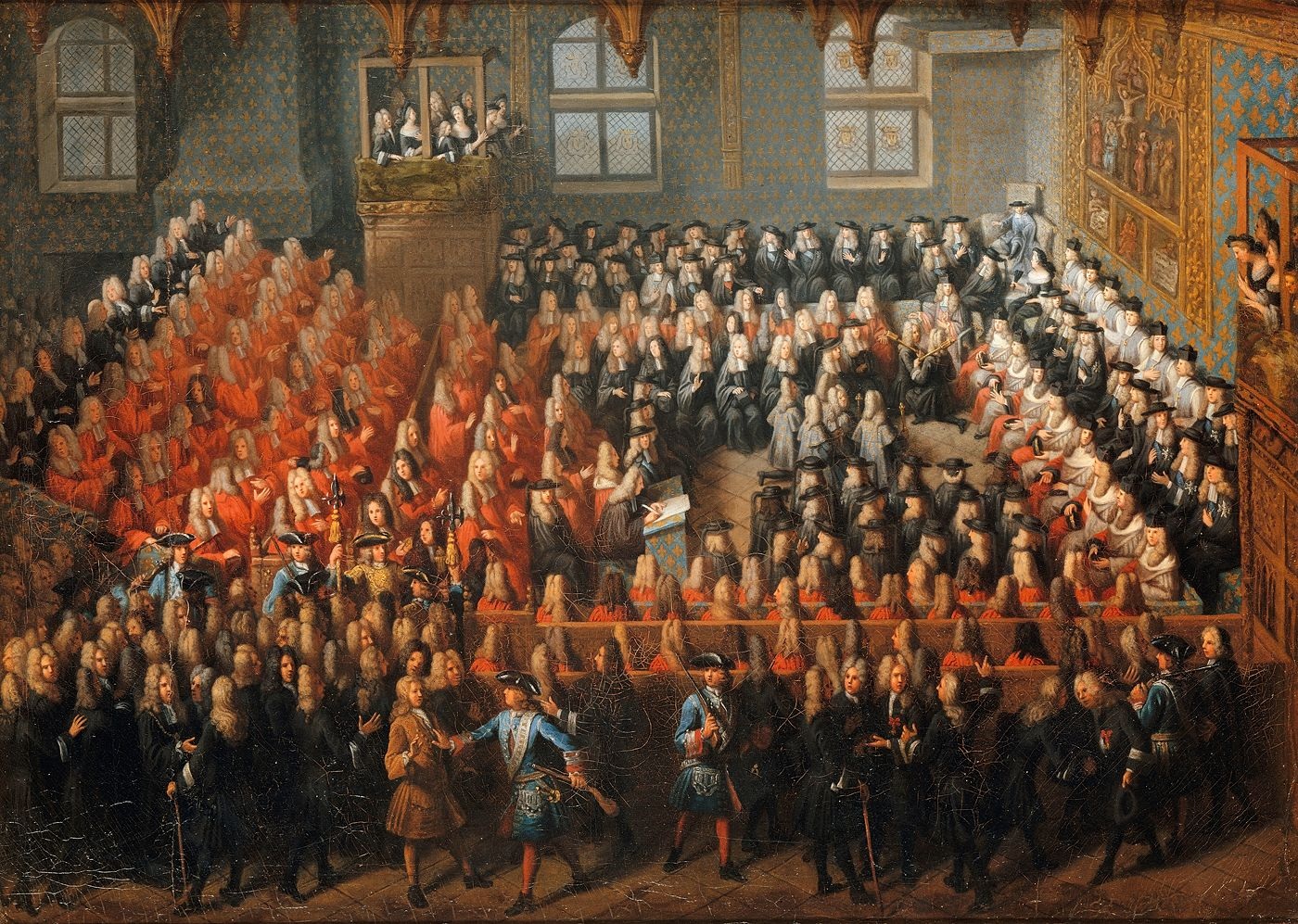
Lit de justice tenu par Louis XV au Parlement de Paris en 1715.

Le 2 septembre 1715, lendemain de la mort de Louis XIV, conformément à l’usage la lecture du testament royal est faite lors d'une séance solennelle au Parlement de Paris. Louis XIV confie la régence du Royaume au duc du Maine, un de ses bâtards légitimés. Le duc d’Orléans, qui disposait alors de la charge purement honorifique de « président du conseil de régence », s’efforce de faire casser ce testament le privant de prérogatives qu’il jugeait dues à sa naissance. Pour rallier le Parlement de Paris à sa cause, il lui restitue le droit de remontrance. Le Parlement le reconnaît alors comme seul régent, lui permettant de réorganiser le Conseil à son gré et d’évincer le duc du Maine.
En 1718, le droit de remontrances est limité à nouveau par le cardinal Dubois, alors principal ministre de l'État sous la Régence du duc d'Orléans. Pour marquer son autorité, le régent fait arrêter trois conseillers. Après plusieurs sollicitations du Parlement, ces magistrats sont relâchés et la loi restreignant le droit de remontrance n'est pas mise à exécution.
En 1766, lors d'une déclaration sévère au parlement de Paris appelée « séance de la flagellation » — en réaction à la fronde parlementaire concernant les affaires de Bretagne —, Louis XV rappelle de façon solennelle les grands principes de la monarchie et notamment le droit de remontrance :

« Les remontrances seront toujours reçues favorablement quand elles ne respireront que cette modération qui fait le caractère du magistrat et de la vérité. […] Si, après que j'ai examiné ces remontrances et qu'en connaissance de cause j'ai persisté dans mes volontés, mes cours persévéraient dans le refus de s'y soumettre […] ; si enfin, lorsque mon autorité a été forcée de se déployer dans toute son étendue, elles osaient encore lutter en quelque sorte contre elle, par des arrêts de défense, par des oppositions suspensives ou par des voies irrégulières de cessation de service ou de démissions, la confusion et l'anarchie prendraient la place de l'ordre légitime, et le spectacle scandaleux d'une contradiction rivale de ma puissance souveraine me réduirait à la triste nécessité d'employer tout le pouvoir que j'ai reçu de Dieu pour préserver mes peuples des suites funestes de ces entreprises… »

En 1771, le « coup de majesté » du chancelier Maupeou réforme l'organisation de la justice. Le droit de remontrance n'est pas supprimé mais strictement défini dans les édits de décembre 1770 et de février 1771, cantonnant les magistrats à leur tâche première : rendre la justice.

### Sous Louis XVI
Louis XVI, soucieux de sa popularité personnelle et mal conseillé par son ministre Maurepas, rétablit les anciens parlements dès 1774 et rend en conséquence pleinement le droit de remontrance aux parlements. Ces derniers ne tardent pas à en abuser de nouveau, bloquant toute tentative de réforme majeure.
En 1788, Louis XVI et ses ministres Brienne et Lamoignon — ce dernier ayant pourtant animé la résistance parlementaire contre la réforme du chancelier Maupeou —, engagés dans un bras de fer avec les parlements, envisagent la création d'une « cour plénière » chargée de remplacer les parlements dans la vérification et l'enregistrement des actes royaux. Aussitôt l'édit de réforme promulgué, presque tous les parlements entrent en résistance et plusieurs villes sont le théâtre d'insurrections. Il est désormais trop tard pour de grandes réformes, la convocation des États généraux avait été promise solennellement, et nulle autre assemblée ne pouvait faire oublier celle-là. Le projet de cour plénière est abandonné.
Le droit de remontrance disparaît avec la dissolution des parlements en 1790.